# Radvanovský klen
Radvanovský klen je památný strom, dominantní solitérní javor klen (Acer pseudoplatanus) v Radvanově, místní části obce Josefov v okrese Sokolov v Karlovarském kraji. Roste na pozemku p.č. 4/3 při jihozápadním okraji Radvanova. Nízko rozdvojený mírně esovitý kmen s obvodem 385 cm je mělce rýhovaný a přechází do krátkého podstavce nečleněných kořenových náběhů. Kmen se původně rozdvojoval ve výšce 2,5 metrů úzkou vidlicí do dvou semknutých hlavních kosterních větví, ze kterých vede k patě stromu úzká spára. Při souběžném růstu obě hlavní kosterní větve srostly až do výšky čtyř metrů. Kompaktní hustá koruna srdcovitého tvaru je zásluhou spodních větví hluboko zavětvená a dosahuje do výšky 22 m (měření 2020).
Za památný byl strom vyhlášen v roce 2020 jako esteticky zajímavý strom, s významným vzrůstem a jako krajinná dominanta.

## Stromy vokolí
- Radvanovská lípa
- Pavlíčkův dub
- Hřebenské lípy
- Klen u Krajkové
- Obecní lípa v Krajkové
- Kaštan v Markvarci